# 蛇田站
蛇田站（日语：／ Hebita eki */?）是一位於日本宮城縣石卷市，隸屬於東日本旅客鐵道（JR東日本）的鐵路車站。

## 車站結構
側式月台1面1線的地面車站。

## 歷史
- 1931年11月22日：宮城電氣鐵道蛇田站開業。
- 1944年5月1日：宮城電氣鐵道被國有化，轉為日本國有鐵道車站。
- 1970年7月1日：無人化。
- 1987年4月1日：日本國鐵分割民營化，車站的營運由JR東日本繼承，同時昇格為有人站。
- 2003年10月26日：導入Suica。
- 2011年：

- 3月11日：車站擴建及改建工程完成，原站務室旁加建了洗手間並一體化，當天起新設施正式投入使用，但下午卻發生了東北地方太平洋沖地震，受海嘯影響，新建成的設施受到了破壞，暫停使用。
- 7月16日：矢本～石卷間重開，暫時降為無人站。

- 2012年2月4日：服務窗口重開，改回為有人（業務委託）站。
- 2015年5月30日：仙石線全線復舊，更改營業距離[1]，同時仙石東北線通車，快速列車班次改行仙台東北線，並在本站停車。[2]。

## 使用情況
| 乗車人員推算 | 乗車人員推算     |
| 年度         | 每日平均乘客人數 |
| ------------ | ---------------- |
| 2000         | 978              |
| 2001         | 965              |
| 2002         | 880              |
| 2003         | 853              |
| 2004         | 903              |
| 2005         | 896              |
| 2006         | 895              |
| 2007         | 886              |
| 2008         | 867              |
| 2009         | 848              |
| 2010         | 826              |
| 2011         | 未有統計         |
| 2012         | 364              |
| 2013         | 406              |
| 2014         | 431              |

## 相鄰車站
東日本旅客鐵道
■仙石線（包括■■仙石東北線）
□特別快速
通過
■快速（紅快速）、■快速（綠快速）
陸前赤井－蛇田－陸前山下
■普通
石卷步野－蛇田－陸前山下

## 外部連結
- JR東日本蛇田站官方網頁 （页面存档备份，存于） （日語）